# Sericoides picea
Sericoides picea är en skalbaggsart som beskrevs av Hermann Julius Kolbe 1907. Sericoides picea ingår i släktet Sericoides och familjen Melolonthidae. Inga underarter finns listade i Catalogue of Life.